# 小行星16239
小行星16239（16239 Dower）是一颗绕太阳运转的小行星，为主小行星带小行星。该小行星于2000年4月7日发现。

## 轨道参数
小行星16239的轨道半长轴为2.5455418 UA，离心率为0.234。